# Stéphane Ceretti
Stéphane Ceretti est un superviseur d'effets visuels français né le 24 septembre 1973 à Saint-Genis-Laval (Rhône) en France.
Travaillant principalement sur des blockbusters, il devient, à partir de 2011, un collaborateur fréquent de Marvel Studios. Il collabore à plusieurs reprises avec Christopher Nolan, les Wachowski, Chloé Zhao et James Gunn avec qu'il travaille sur le prochain film Superman.
Pour ses travaux, il est nommé à trois reprises à l'Oscar des meilleurs effets visuels.

## Biographie
Stéphane Ceretti est né le 24 septembre 1973 à Saint-Genis-Laval, une commune de la métropole de Lyon. Il se forme à l’INSA puis à l’école Emile-Cohl, une école d'art de Lyon.
Il commence sa carrière en 1996 en tant qu'animateur puis superviseur VFX chez BUF Compagnie à Paris. En 2008, il s'installe à Londres, au Royaume-Uni, où il travaille successivement à la Moving Picture Company et aux Method Studios. En 2013, Stéphane Ceretti s'installe dans la région de Los Angeles, où il vit et travaille lorsqu'il n'est pas sur les plateaux de tournage.
En 2014, il travaille sur Les Gardiens de la Galaxie, film appartenant à l'univers cinématographique Marvel, en tant que superviseur des effets visuels. Pour ce film, il reçoit, aux côtés de Nicolas Aithadi, Jonathan Fawkner et Paul Corbould, une nomination à l'Oscar des meilleurs effets visuels lors de la 87e cérémonie.
En 2016, il travaille sur Doctor Strange en tant que superviseur des effets visuels. Lors de la 89e cérémonie des Oscars, il est de nouveau nommé, avec Richard Bluff, Vincent Cirelli et Paul Corbould, à l'Oscar des meilleurs effets visuels.
En 2017, il réalise et co-produit avec Nhut Le un court métrage intitulé Comfort. Ce court métrage a reçu un prix du mérite lors de la compétition Best Shorts en septembre 2017.
En 2018, il travaille sur Ant-Man et la Guêpe en tant que superviseur des effets visuels puis en 2019 sur Avengers: Endgame aux côtés de Jesse James Chisholm. Entre 2019 et 2020, il travaille sur Les Éternels en tant que superviseur des effets visuels.
De l'été 2021 à 2023, Stéphane Ceretti travaille sur Les Gardiens de la Galaxie Vol. 3 en tant que superviseur des effets visuels, film pour lequel il reçoit une troisième nomination à l'Oscar des meilleurs effets spéciaux lors de la 96e cérémonie. Il travaille également sur Les Gardiens de la Galaxie : Joyeuses Fêtes, un téléfilm de 42 minutes diffusé sur Disney+ en novembre 2022.
Collaborateur fréquent du réalisateur James Gunn, Ceretti travaille actuellement sur les effets spéciaux de son prochain film, Superman, dont la sortie est prévue en 2025.

## Filmographie
- 1997 : Batman et Robin (Batman & Robin) de Joel Schumacher (effets visuels)

- 1998: Les Couloirs du temps : Les Visiteurs 2 de Jean-Marie Poiré (effets visuels)

- 2000 : The Cell de Tarsem Singh (superviseur CG)

- 2002 : Simone d'Andrew Niccol (artiste numérique)

- 2003 : Matrix Reloaded (The Matrix Reloaded) des Wachowski (superviseur des effets visuels)

- 2004 : Alexandre (Alexander) d'Oliver Stone (superviseur des effets visuels)
- 2005 : Batman Begins de Christopher Nolan

- 2005 : Harry Potter et la Coupe de feu (Harry Potter and the Goblet of Fire) de Mike Newell (effets visuels)

- 2005 : Angel-A de Luc Besson (compositeur numérique)

- 2006 : Silent Hill de Christophe Gans (superviseur des effets visuels)

- 2006 : Le Prestige (The Prestige) de Christopher Nolan

- 2007 : J'attends quelqu'un de Jérôme Bonnell (effets visuels)

- 2008 : Babylon A.D. de Matthieu Kassovitz (superviseur des effets visuels)

- 2010 : Prince of Persia : Les Sables du Temps (Prince of Persia: The Sands of Time) de Mike Newell (superviseur des effets visuels)

- 2010 : L'Apprenti sorcier (The Sorcerer's Apprentice) de Jon Turteltaub (effets visuels)

- 2011 : X-Men : Le Commencement (X: First Class) de Matthew Vaughn (superviseur additionnel des effets visuels)

- 2011 : Captain America: First Avenger (Captain America: The First Avenger) de Joe Johnston (superviseur supplémentaire des effets visuels, 2e unité)

- 2012 : Cloud Atlas des Wachowski (superviseur des effets visuels pour la production)

- 2013 : Thor : Le Monde des ténèbres (Thor: The Dark World) d'Alan Taylor (superviseur des effets visuels de la deuxième unité)

- 2014 : Les Gardiens de la Galaxie (Guardians of the Galaxy) de James Gunn (superviseur des effets visuels)

- 2016 : Doctor Strange de Scott Derrickson

- 2018 : Ant-Man et la Guêpe (Ant-Man and the Wasp) de Peyton Reed

- 2019 : Avengers: Endgame d'Anthony et Joe Russo (superviseur des effets visuels, 2e unité supplémentaire)

- 2019 : El Camino : Un film Breaking Bad (El Camino: A Breaking Bad Movie) de Vince Gilligan (consultant en effets visuels)

- 2020 : Nomadland de Chloé Zhao

- 2021 : Les Éternels (Eternals) de Chloé Zhao (superviseur des effets visuels)

- 2022 : Les Gardiens de la Galaxie : Joyeuses Fêtes (The Guardians of the Galaxy Holiday Special) de James Gunn

- 2023 : Les Gardiens de la Galaxie Vol. 3 (Guardians of the Galaxy Vol. 3) de James Gunn

- 2025 : Superman de James Gunn

## Distinctions

### Nominations
- Satellite Awards 2012 : Meilleurs effets visuels pour Cloud Atlas
- Oscars 2015 : Meilleurs effets visuels pour Les Gardiens de la Galaxie
- BAFTA 2015 : Meilleurs effets visuels pour Les Gardiens de la Galaxie[8]
- Saturn Awards 2015 : Meilleurs effets spéciaux pour Les Gardiens de la Galaxie
- Satellite Awards 2015 : Meilleurs effets visuels pour Les Gardiens de la Galaxie
- Oscars 2017 : Meilleurs effets visuels pour Doctor Strange
- BAFTA 2017 : Meilleurs effets visuels pour Doctor Strange[9]
- Saturn Awards 2017 : Meilleurs effets spéciaux pour Doctor Strange
- Satellite Awards 2017 : Meilleurs effets visuels pour Doctor Strange
- Satellite Awards 2022 : Meilleurs effets visuels pour Les Éternels
- Oscars 2024 : Meilleurs effets visuels pour Les Gardiens de la Galaxie Vol. 3
- BAFTA 2024 : Meilleurs effets visuels pour Les Gardiens de la Galaxie Vol. 3
- Saturn Awards 2024 : Meilleurs effets spéciaux pour Les Gardiens de la Galaxie Vol. 3

### Récompenses
- Best Shorts 2017 : Award of merit pour Comfort